# Berlesezetes natalensis
Berlesezetes natalensis är en kvalsterart som först beskrevs av Engelbrecht 1972.  Berlesezetes natalensis ingår i släktet Berlesezetes och familjen Microzetidae. Inga underarter finns listade.